# Clandestino Festival
Clandestino Festival är en årlig musikfestival som anordnats i Göteborg av den ideella kulturorganisationen Clandestino Institut sedan 2003. I dess fokus står äventyrlig musik och konst bortom gränser. 
Till gästande artister hör bland andra Lee Scratch Perry, Linton Kwesi Johnson, [[Kamilya Jubran]], Konono N°1, Buju Banton, Anoushka Shankar, Mulatu Astatke och Talvin Singh.
Clandestino Festival har sin bakgrund i en resa till Ghana, dit svenska migrationsmyndigheter deporterat flyktingar med vad man kallade "okänd identitet", som festivalens konstnärliga ledare Aleksander Motturi gjorde tillsammans med Michael Azar, Cecilia Parsberg och andra redaktionsmedlemmar i tidskriften Glänta.
Festivalen har sedan 2017 arrangerats i samarbete med ett antal artister som bjudits in att medverka som gästcuratorer i ett konstnärligt råd och välja delar av programinnehållet. Dessa har varit José González (2017-2018), Mariam Wallentin (2018-2019), El Perro del Mar (2019) och Sara Parkman (2020) och Goran Kajfeš (2021).

## Artister i urval
- 2003: Buk Bak, DuOud, Aki Nawaz & D. Watts Riot, Baul Shilpi, Kamilya Jubran, Fun^da^mental (dj set), Nazarenes
- 2004: Talvin Singh, Clotaire K, Fun^da^mental & Mighty Zulu Nation, Fathy Salama feat Karima Naït, Clotaire K, Aida Nadeem, State of Bengal feat Renu Hussain, Aki Nawaz
- 2005: Clotaire K, State Of Bengal, Duoud, Baul Shilpi, Ali Boulo Santo, Badmarsh & UK Apache, Bandish Projekt, Dj J-OLD, Dj Wattsriot, Galliano & The Africans Divas,
- 2006: Alex van Heerden, Indaga V2, Jah Wobble & the English Roots Band, JustoBagüeste, Le Peupledel'herbe, Madina n'diaye, Micropixie, Missill, Nashalive Experience
- 2007: Brain Damage, Filastine feat Subzero Permafrost, Frederic Galliano: The Kuduro Soundsystem, Liu Fang, Mad Professor feat Blondub Sexy Sound, Maga Bo, Mapei, State of Bengal, Wildbirds & Peacedrums
- 2008: Bassekou Koyaté & Ngoni Ba, Aba Shanti-I, Rough Americana, Eiko, Lau Nau, Amy Sacko, Mala Rodriguez, Nazarenes, Rupa & The April Fishes
- 2009: Konono N°1, Group Doueh, Omar Souleyman, Buju Banton, Midaircondo, Speed Caravan
- 2010: Lee "Scratch" Perry, Fatoumata Diawara, King Midas Sound, Staff Benda Bilili, Little Dragon, Andrea Parker vs Mira Calix
- 2011: Mulatu Astatke, Hype Williams, Junip, Baloji, Hindi Zahra, New Tango Orquesta, Mutamassik
- 2012: LKJ & Dennis Bovell Dub Band, Staff Benda Bilili, Conjunto Angola 70, Donso, Tori Ensemble, Tonbruket, Jagwa Music
- 2013: Hailu Mergia with Tony Buck & Mike Majkowski, Shangaan Electro, Orchestra of Spheres, Vieux Farka Touré, Anoushka Shankar, Totó La Momposina, Mark Ernestus presents Jeri-Jeri, Batida, Mariem Hassan, Meridian Brothers, Mala in Cuba
- 2014: Raza, Nisennenmondai, Ibibio Sound Machine, Geomungo Factory, Mykki Blanco, Mazaher & Nass Makan, Débruit & Alsarah, Labelle
- 2015: Liu Fang, Fumaça Preta, Orlando Julius & the Heliocentrics, Jambinai, Idris Ackamoor & The Pyramids, Damily, Camilla Sparksss, Ukandanz, Mark Ernestus' Ndagga Rhythm Force, Islam Chipsy, #Dysturb: Pierre Terdjman
- 2016: Afrah Nasser, Alif, Animal Chuki, Anouar Brahem, Babyfather, Bitori, Erik Lundin, Goat, Gonzo, Group A, Jambinai, Jerusalem in my Heart, Nadah el Shazly
- 2017: Kokoko!, Orchestre Poly-Rythmo de Cotonou, Acid Arab, Family Atlantica, Mario Batkovic, Madame Gandhi, José González, Moor Mother, Maya Dunietz, King Ayisoba, Nahawa Doumbia, Noura Mint Seymali, Kondi Band, Miss Red, DJ Nigga Fox, Mandolin Sisters, Mariam The Believer
- 2018: Oumou Sangaré, Faka, Bedouine, Altın Gün, Sudan Archives, Abou Diarra, AMMAR 808 & The Maghreb United, Orchestre Les Mangelepa, The Comet Is Coming, Joey Le Soldat, Stella Chiweshe
- 2019: Bonga, The Como Mamas, Tartit, Ariel Ariel, Farida Muhammad Ali, BbyMutha, Ozz6y, Sibusile Xaba, BCUC, Cüneyt Sepetçi, Kampire, El Sistema
- 2020: Sara Parkman, Ebo Krdum, Shida Shahabi ft Linnea Olsson, Maria W Horn, Channa Riedel
- 2021: Altın Gün, Bab L’Bluz, Duma, Etran De L’Aïr, Goran Kajfeš, Islandman, Mariam Wallentin, Sara Abdollahi
- 2022: Alabaster DePlume, BCUC, Chúpame El Dedo, Dina ögon, Etuk Ubong & The Etuk Philosophy, Guedra Guedra, Haepaary, Maya Dunietz, Wau Wau Collectif
- 2023: Alogte Oho & His Sounds of Joy, Blanco Teta, Derya Yıldırım & Grup Şimşek, Fulu Miziki, Jana Rush, Linton Kwesi Johnson, Nancy Mounir, Staples Jr Singers, Tootard
- 2024: Adania Shibli, Agri Ismaïl, Amadou & Mariam, Brìghde Chaimbeul, Claire Rousay, Florence Adooni, Hawaf Collective, Kabeaushé, The Zawose Queens

## Clandestino X Bottnafjorden
Under åren 2009-2015 ägde även festivalen Clandestino Botnik rum varje sommar. Festivalen arrangerades av Clandestino Institut på den konstnärsdrivna gården Botnik Studios i Tanums kommun. Bland de många internationellt erkända artister som uppträdde på en tillfällig scen intill en bohuslänsk klippvägg kan nämnas ethiojazzens fader Mulatu Astatke, Tinariwen samt svenska artister som Erik Lundin, Little Dragon, José González och Mariam the Believer. I samband med festvalens tjuoårsjubileum 2022 återskapades festivalutflykten till Bottnafjorden med artister som BCUC, Haepaery och Lorena Alvarez.